# Bisdom Dedza
Het bisdom Dedza (Latijn: Dioecesis Dedzaensis) is een rooms-katholiek bisdom met als zetel Dedza in Malawi. Het is een suffragaan bisdom van het aartsbisdom Lilongwe. Hoofdkerk is Bembeke Cathedral of the Holy Family.
In 1956 werd het apostolisch vicariaat Dedza opgericht. Dit werd in 1959 verheven tot een bisdom. 
In 2019 telde het bisdom 17 parochies. Het bisdom heeft een oppervlakte van 4.250 km2 en telde in 2019 560.000 inwoners waarvan 63,7% rooms-katholiek was. 

## Bisschoppen
- Cornelius Chitsulo (1959-1984)
- Gervazio Moses Chisendera (1984-2000)
- Rémi Joseph Gustave Sainte-Marie, M. Afr. (2000-2006)
- Emmanuel Cosmas Kanyama (2007-2018)
- Peter Adrian Chifukwa (2021-)